# Arthur C. Clarke Award

Sir Arthur C. Clarke, 2005

Der Arthur C. Clarke Award ist ein 1987 von Arthur C. Clarke mit dem Ziel, die Science-Fiction in Großbritannien zu fördern, ins Leben gerufener und gesponserter Literaturpreis. Er wird jährlich an den besten im Vorjahr zum ersten Mal in Großbritannien veröffentlichten Science-Fiction-Roman vergeben und gilt als prestigeträchtigster britischer SF-Literaturpreis.
Die Liste der wählbaren Werke wird vorab auf sechs Finalisten reduziert. Der Gewinner wird durch eine Jury aus diesen Finalisten ermittelt. Die jährlich wechselnde Jury setzt sich aus Fans, Kritikern und anerkannten Autoren zusammen. Die Jahreszahlangabe bei dem Award entspricht dem Jahr, in dem der Preis vergeben wurde.
Als Preis hatte Arthur C. Clarke ursprünglich 1000 £ ausgelobt. Seit 2001 wird die Jahreszahl in Britischen Pfund ausbezahlt.

## Preisträger
| 2020er | 2020er                | 2020er                          | 2020er                          |
| Jahr   | Autor                 | Originaltitel                   | dt. Titel                       |
| ------ | --------------------- | ------------------------------- | ------------------------------- |
| 2024   | Martin MacInnes       | In Ascension                    |                                 |
| 2023   | Ned Beauman           | Venomous Lumpsucker             | Der Gemeine Lumpfisch           |
| 2022   | Harry Josephine Giles | Deep Wheel Orcadia              |                                 |
| 2021   | Laura Jean McKay      | The Animals in That Country     |                                 |
| 2020   | Namwali Serpell       | The Old Drift                   |                                 |
| 2010er |                       |                                 |                                 |
| Jahr   | Autor                 | Originaltitel                   | dt. Titel                       |
| 2019   | Tade Thompson         | Rosewater                       | Rosewater                       |
| 2018   | Anne Charnock         | Dreams Before the Start of Time |                                 |
| 2017   | Colson Whitehead      | The Underground Railroad        | Underground Railroad            |
| 2016   | Adrian Tchaikovsky    | Children of Time                | Kinder der Zeit                 |
| 2015   | Emily St. John Mandel | Station Eleven                  | Das Licht der letzten Tage      |
| 2014   | Ann Leckie            | Ancillary Justice               | Die Maschinen                   |
| 2013   | Chris Beckett         | Dark Eden                       |                                 |
| 2012   | Jane Rogers           | The Testament of Jessie Lamb    | Das Testament der Jessie Lamb   |
| 2011   | Lauren Beukes         | Zoo City                        | Zoo City                        |
| 2010   | China Miéville        | The City & the City             | Die Stadt & Die Stadt           |
| 2000er |                       |                                 |                                 |
| Jahr   | Autor                 | Originaltitel                   | dt. Titel                       |
| 2009   | Ian R. MacLeod        | Song of Time                    |                                 |
| 2008   | Richard Morgan        | Black Man (US: Thirteen)        | Skorpion                        |
| 2007   | M. John Harrison      | Nova Swing                      | Nova                            |
| 2006   | Geoff Ryman           | Air                             |                                 |
| 2005   | China Miéville        | Iron Council                    | Der eiserne Rat                 |
| 2004   | Neal Stephenson       | Quicksilver                     | Quicksilver                     |
| 2003   | Christopher Priest    | The Separation                  |                                 |
| 2002   | Gwyneth Jones         | Bold as Love                    |                                 |
| 2001   | China Miéville        | Perdido Street Station          | Die Falter / Der Weber          |
| 2000   | Bruce Sterling        | Distraction                     | Brennendes Land                 |
| 1990er |                       |                                 |                                 |
| Jahr   | Autor                 | Originaltitel                   | dt. Titel                       |
| 1999   | Tricia Sullivan       | Dreaming in Smoke               |                                 |
| 1998   | Mary Doria Russell    | The Sparrow                     | Sperling                        |
| 1997   | Amitav Ghosh          | The Calcutta Chromosome         | Das Calcutta-Chromosom          |
| 1996   | Paul J. McAuley       | Fairyland                       | Feenland                        |
| 1995   | Pat Cadigan           | Fools                           |                                 |
| 1994   | Jeff Noon             | Vurt                            | Gelb                            |
| 1993   | Marge Piercy          | Body of Glass                   | Er, Sie und Es                  |
| 1992   | Pat Cadigan           | Synners                         | Synder                          |
| 1991   | Colin Greenland       | Take Back Plenty                | Begegnungen auf dem Moebiusband |
| 1990   | Geoff Ryman           | The Child Garden                | Ein Garten für Kinder           |
| 1980er |                       |                                 |                                 |
| Jahr   | Autor                 | Originaltitel                   | dt. Titel                       |
| 1989   | Rachel Pollack        | Unquenchable Fire               |                                 |
| 1988   | George Turner         | The Sea and Summer              | Sommer im Treibhaus             |
| 1987   | Margaret Atwood       | The Handmaid’s Tale             | Der Report der Magd             |